# Mesabolivar cyaneus
Mesabolivar cyaneus is een spinnensoort uit de familie trilspinnen (Pholcidae). De soort komt voor in Frans Guiana en Guyana.